# Nariman Hammouti

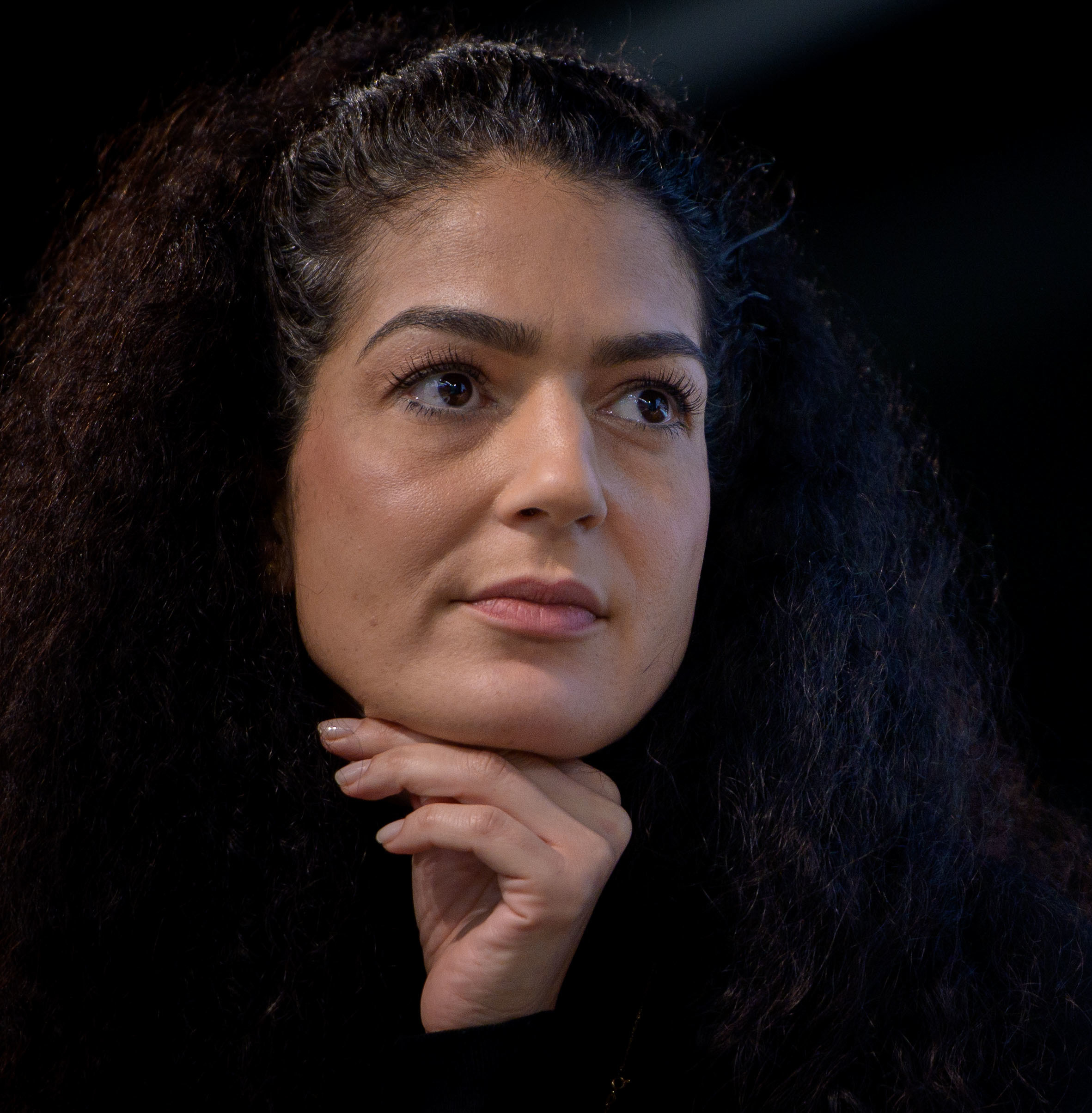
Nariman Hammouti, 2019

Nariman Hammouti (geboren 1979 in Gehrden bei Hannover, zeitweise Nariman Hammouti-Reinke) ist eine deutsche Soldatin marokkanischer Abstammung und Autorin des Buches Ich diene Deutschland: Ein Plädoyer für die Bundeswehr – und warum sie sich ändern muss (2019). Sie ist Vorsitzende des eingetragenen Vereins Deutscher Soldat.

## Leben
Hammouti ist Kind marokkanischer Eltern und wuchs mit fünf Geschwistern in Hannover-Linden auf, nach ihren Angaben ein „typisches Gastarbeiter-Viertel“. Sie habe viele türkische Freundinnen, aber nur wenige deutsche Freunde gehabt. Ihr Vater, der früher gegen das französische Protektorat in Marokko habe kämpfen wollen, habe sich stets gewünscht, dass ihre Brüder Karriere bei der Bundeswehr machen und etwas für Deutschland leisten sollten. Schließlich habe sie sich selbst dazu entschlossen, inspiriert auch durch den US-Spielfilm Pearl Harbor (2001): „Ganz viel Marine, Fliegerei, Kameradschaft, für etwas einstehen. Und das fand ich so klasse, dass ich gesagt habe: ‚Ich geh‘ zur Bundeswehr.‘“ 
Seit 2005 ist sie Soldatin, inzwischen mit dem Dienstgrad Oberleutnant zur See. 2008 und 2011 nahm sie zweimal am Einsatz der Bundeswehr in Afghanistan teil, den sie nachdrücklich verteidigt: „Wie vielen Menschen wir dort helfen konnten, wie vielen Frauen wir helfen konnten, dass sie sich dort frei bewegen können. Die Sicherheitskräfte, die es jetzt dort gibt und die dort ausgebildet werden, die gäbe es nicht, wenn es dieses Mandat nicht gäbe.“
2019 veröffentlichte Hammouti ihr Buch Ich diene Deutschland: Ein Plädoyer für die Bundeswehr – und warum sie sich ändern muss. Unter anderem berichtete sie, es gebe in der Bundeswehr zwar auch Rassismus und Sexismus, jedoch nicht mehr als andernorts, sogar eher weniger: „Islam-Hass“, den es sonst überall gebe, „den habe ich innerhalb der Truppe nicht“.
Hammouti ist Vorstandsvorsitzende des  Vereins Deutscher Soldat, der während der Sarrazin-Debatte gegründet worden sei, um anhand von Soldaten mit Migrationsgeschichte „ein provokantes Beispiel gelungener Integration“ zu zeigen. Denn es gebe „nichts Höheres, als unserem Land zu dienen und zur Not auch sein Leben dafür zu geben.“
Hammouti ist geschieden.

## Buch
- Mit Doris Mendlewitsch: Ich diene Deutschland: Ein Plädoyer für die Bundeswehr – und warum sie sich ändern muss, Rowohlt, 2019, ISBN 978-3-499-63396-6 (Auszug bei Google Books).